# Gamma Cygni
Gamma Cygni (Sadr, Sador, Sadir, Sadr al Dedjadjet, Pectus Gallinæ, 37 Cygni) é uma estrela na direção da constelação de Cygnus. Possui uma ascensão reta de 20h 22m 13.70s e uma declinação de +40° 15′ 24.1″. Sua magnitude aparente é igual a 2.23. Considerando sua distância de 1523 anos-luz em relação à Terra, sua magnitude absoluta é igual a −6.12. Pertence à classe espectral F8Ib. É uma estrela variável.
Gamma Cygni é uma estrela supergigante amarelo-branca e forma o peito do Cisne. É circundada por uma nebulosa difusa, a IC I318, também conhecida por região da Gamma Cygni.